# Asadito colorado
El asadito colorado es un plato típico de gastronomía de Bolivia, asociado con la provincia de Vallegrande. Este adobado se elabora en base a carne de cerdo, urucú y mote.

## Descripción
El principal ingrediente del asadito colorado es la carne de cerdo cortada en trozos y condimentada con especias tales como ajo, comino, pimienta, y vinagre o limón-mandarina. La carne se deja reposar para que esté más blanda, y se cuece progresivamente usando su propia manteca y agregando otros ingredientes como hierbabuena, urucú - este último le agrega su tonalidad roja característica. Para acompañarlo se sirve con papas cocidas, mote, yuca sancochada, o ensalada de tomate con cebolla.